# Alestidae
Alestidae (алестові, африканські харацинові або африканські тетри) — родина прісноводних риб ряду харациноподібних (Characiformes).
В минулому ця група риб вважалася підродиною родини харацинових (Characidae). Також використовувалась назва Alestiidae.

## Поширення
Поширені на більшій частині Африки на південь від Сахари, а також у басейні Нілу, виняток становлять лише прибережні райони Червоного моря та крайній південь континенту. Найбільше різноманіття спостерігається в басейні річки Конго, в Нижній Гвінеї та прибережних річках Західної Африки.

## Склад родини
Включає більшість африканських харациноподібних риб (іншими африканськими родинами цього ряду є Distichodontidae, Citharinidae, Hepsetidae та Lepidarchidae). Станом на березень 2025 року це 120 видів риб, об'єднаних у 18 родів:
- Alestes  Müller & Troschel, 1844
- Alestion  Roberts, 2019
- Alestopetersius  Hoedeman, 1951
- Bathyaethiops  Fowler, 1949
- Brachyalestes  Günther, 1864
- Brachypetersius  Hoedeman, 1956
- Brycinus  Valenciennes, 1850
- Bryconaethiops  Günther, 1873
- Bryconalestes  Hoedeman, 1951
- Clupeocharax  Pellegrin, 1926
- Hydrocynus  Cuvier, 1816
- Ladigesia  Géry, 1968
- Micralestes  Boulenger, 1899
- Nannopetersius  Hoedeman, 1956
- Petersius  Hilgendorf, 1894
- Phenacogrammus  Eigenmann, 1907
- Rhabdalestes  Hoedeman, 1951
- Tricuspidalestes  Poll 1967

Раніше до складу родини зараховувались також 2 монотипні роди: Arnoldichthys  Myers, 1926 та Lepidarchus  Roberts, 1966. Проте за результатами філогенетичного аналізу, проведеного 2024 року на основі дослідження ділянок геномного ДНК, вони були виділені в окрему родину Lepidarchidae.

## Опис
До складу родини входять риби широкого діапазону розмірів, форм та екології. Риба голіаф (Hydrocynus goliath) з Конго виростає до 1,4 м завдовжки й може досягати ваги 50 кг. Ця хижа риба є найбільшою не лише в складі родини, а серед усіх харациноподібних взагалі. В той же час, розмір багатьох алестових не перевищує 90 мм стандартної (без хвостового плавця) довжини, а розмір дорослих особин окремих представників родів Ladigesia, Micralestes, Tricuspidalestes менший за 4 см стандартної довжини, й до того ж вони демонструють різні неотенічні особливості кількох остеологічних систем.

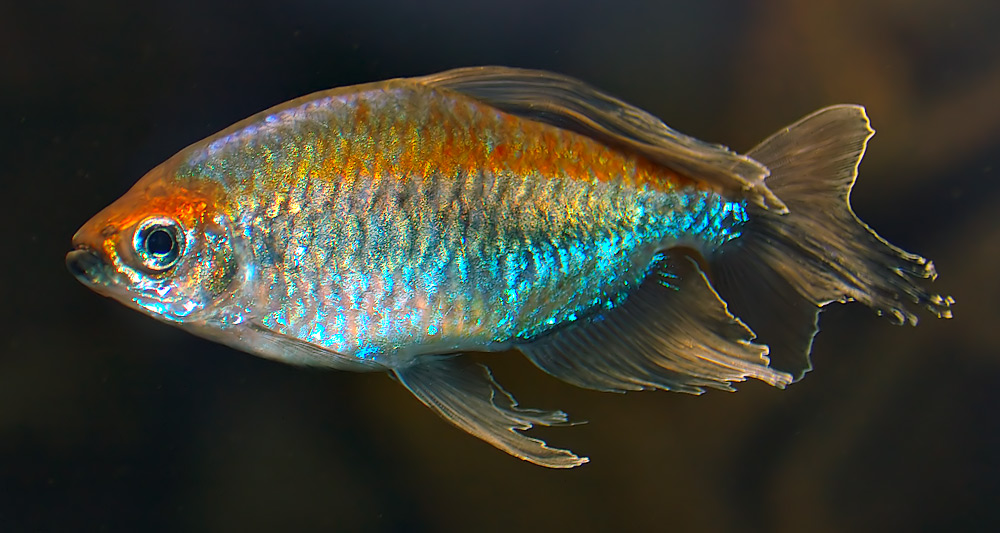
Тетра Конго (Phenacogrammus interruptus).

Мають витягнуту, іноді з легко вигнутою спиною, форму тіла. Більшість видів мають великі спинні плавці. Луски циклоїдні. Риби мають два ряди зубів на передщелепній кістці (premaxilla).
В минулому за розміром та формою зубів алестових поділяли на 2 підродини (Hydrocyninae і Alestinae). До складу підродини Hydrocyninae включали лише 1 рід Hydrocynus, а представників підродини Alestinae поділяли на триби Alestini та Petersiini. Проте такий поділ виявився штучним.
Більшість алестових демонструє виразний статевий диморфізм, зокрема в будові плавців, зрілі самці відзначаються яскравим забарвленням.

## Родинні зв'язки
Найближчими родичами Alestidae є представники родин Lepidarchidae і Hepsetidae.

## Викопні рештки
Скам'янілості, визначені як харациноподібні, були виявлені в різних місцях Європи, Африки та Аравійського півострова. Зазвичай їх пов'язують з родиною Alestidae. Найдавніші викопні матеріали Alestidae належать до еоцену південної Франції та Алжиру. Розрахунковий час появи представників родини відповідає сантонському–кампанському періоду доби пізньої крейди (84–77,5 млн років тому).

## Значення для людини
Серед алестових багато дрібних видів, яких тримають в акваріумах. Серед акваріумістів вони відомі як африканські тетри. Найпопулярнішим видом акваріумних риб є тетра Конго (Phenacogrammus interruptus).
Риба голіаф є важливим об'єктом місцевого рибальства.